# Municipio de Reynosa
El municipio de Reynosa es uno de los 43 municipios del estado mexicano de Tamaulipas, localizado en la zona centro-norte del estado y en la frontera entre Estados Unidos y México. Su cabecera es la ciudad de Reynosa.

## Geografía
El municipio de Reynosa se encuentra localizado en el centro-norte del estado de Tamaulipas entre las coordenadas geográficas 25°28′ - 26°14′ de latitud norte y 98°9′ - 98°36′, su territorio es mayoritaramiente plano, fluctuando únicamente entre una altitud máxima de 300 y una mínima de 50 metros sobre el nivel del mar. Su extensión territorial es de 3 156.34 kilómetros cuadrados que representan el 3.7% de la extensión total de Tamaulipas.
Limita al noroeste con el municipio de Gustavo Díaz Ordaz, al este con el municipio de Río Bravo y al sur con el municipio de Méndez; al oeste limita con el estado de Nuevo León, en particular con el municipio de China y con el municipio de General Bravo; al norte limita con el estado de Texas de los Estados Unidos, correspondiente sus límites al Condado de Hidalgo.

### Orografía e hidrografía

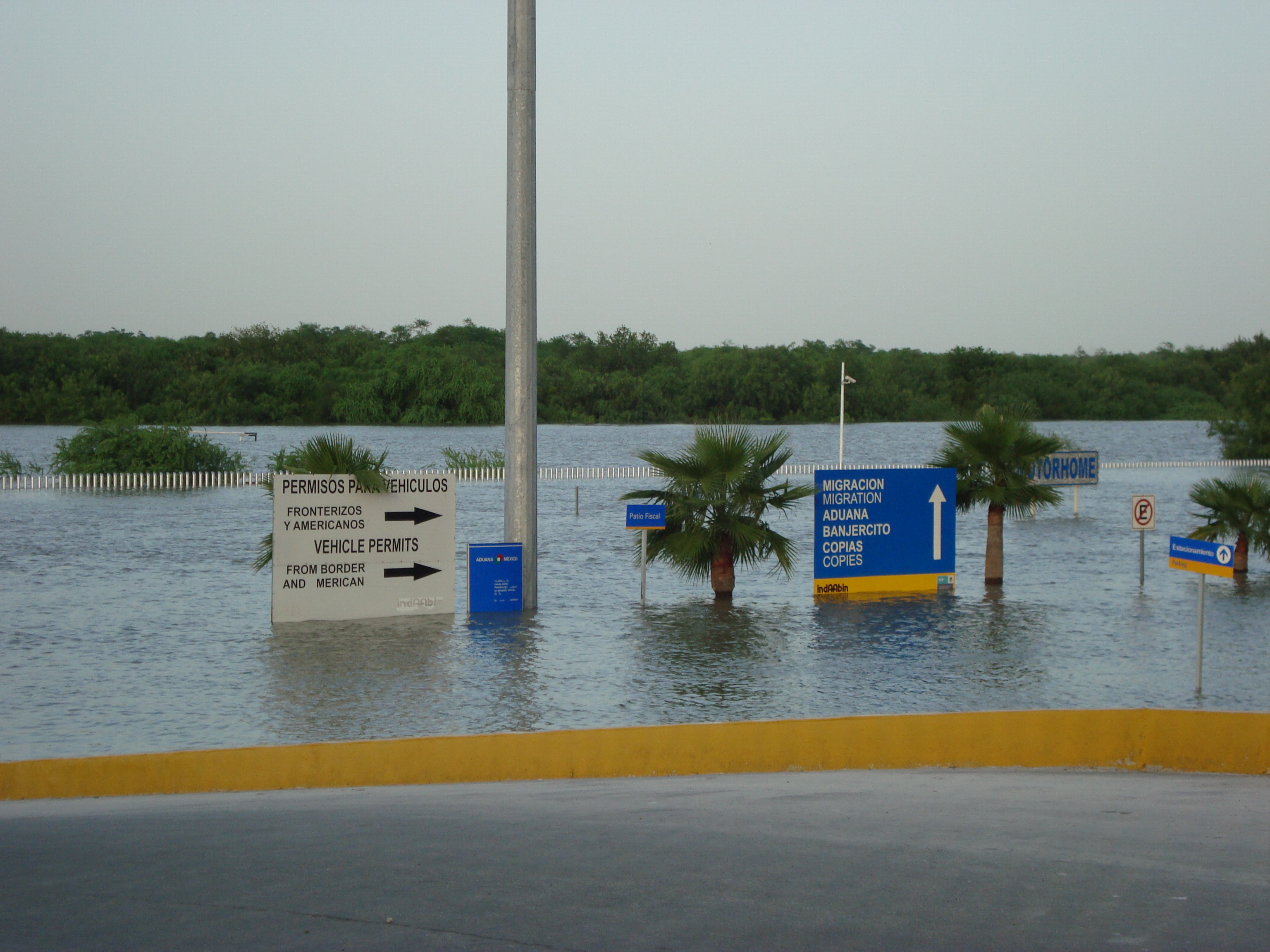
El río Bravo desbordado.

El municipio de Reynosa está constituido, fundamentalmente, por llanuras y montes zona desértica de muy baja altitud, fluctuando esta entre los 300 y los 50 metros sobre el nivel del mar. El descenso en altitud se dan en sentido suroeste-noreste, acentuado por el Valle del río Bravo y la Llanura costera del Golfo de México.
Las dos principales corrientes hidrológicas del municipio son el Río San Juan y el Río Bravo. La principal fuente de abastecimiento la representa el Río San Juan, que proporciona riego y el agua para la ciudad e irriga la parte sur del mismo. Hay infinidad de canales, siendo los principales el de Rhode y el Anzaldúas.

### Clima y ecosistemas
Seco estepario, muy cálido con una temperatura media anual de 22 °C, con un régimen de lluvias de verano y una precipitación media entre los 400 y 500 milímetros cúbicos. Se distingue con facilidad dos estaciones, la de verano y la de invierno; en la primera la temperatura llega hasta 40 °C en los meses de mayo a agosto y en la segunda, el termómetro baja hasta menos de 10 °C.
La flora contiene abundantes matorrales espinosos como: granjeno, huizache y mezquite, así como zacate piramidal, que es buen forrajero natural. En la parte sur del Municipio, abundan los bosques bajos predominando los chaparros espinosos y árboles temporaleros de diversas especies.
En lo que respecta a la fauna, en la parte norte y centro de la ciudad de Reynosa abunda la paloma de ala blanca, que es migratoria y bandadas de pajarillos silvestres; así como el coyote, tejón mapache y tlacuache. La paloma de ala blanca y el coyote están en peligro de extinción. Es por eso la importancia de que cuidemos estas especies para evitar que extingan, ya que si se extinguen se podrían romper muchos ecosistemas y eso impactaría negativamente la forma de vida de los seres vivos que habitan en Reynosa.

### Clasificación y Uso del Suelo
Se distingue con facilidad tres tipos de suelo. En la parte norte del Municipio predomina el suelo cambisol calcárico; en la parte centro y baja, el suelo xerosol, xerosol álcico y xerosol calcárico y por último, en la parte baja del sur, el suelo litosol. Como se puede apreciar, estos suelos son aptos para la agricultura, y la ganadería. La tierra en su mayor parte se dedica a la agricultura, aprovechando los sistemas de irrigación. En lo que respecta a la tenencia en mayor escala pertenece al régimen ejidal y a la pequeña propiedad.

## Demografía
De acuerdo a los resultados del Censo de Población y Vivienda realizado en 2020 por el Instituto Nacional de Estadística y Geografía, la población total del municipio de Reynosa es de 704 767 personas, de las cuales 350 361 son hombres y 354 406 son mujeres.

### Localidades
En el municipio de Reynosa se localizan 804 localidades, las principales y su población en 2020 se enlistan a continuación:
| Localidad                      | Población |
| Total Municipio                | 704 767   |
| Reynosa                        | 691 557   |
| Los Cavazos                    | 2 094     |
| Alfredo V. Bonfil (Periquitos) | 1 606     |
| Vamos Tamaulipas               | 1 145     |
| CERESO Dos                     | 979       |
| Anzaldúas                      | 530       |
| Reynosa Díaz                   | 522       |

### Características demográficas
Relación hombres-mujeres 98.8 Existen 98 hombres por cada 100 mujeres. Edad mediana 28, La mitad de la población del municipio de Reynosa tiene 28 años o menos. Razón de dependencia 45.7, existen 45 personas en edad de dependencia por cada 100 en edad productiva.

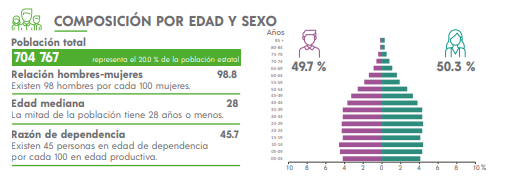
Composición por edad y sexo

### Características económicas
La población económicamente activa (PEA) definido por el último Censo de Población y Vivienda 2020 arroja que el 98.5 % de las personas en condiciones para trabajar están realizando una actividad remunerada, del cual el 41.3 % son mujeres y el 58.7 % son hombres.

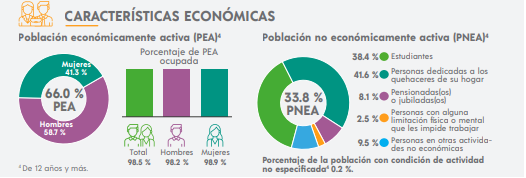
Características económicas

### Características educativas
En el municipio de Reynosa hay una tasa de alfabetización para 15 a 24 años del 98.9 % y para 25 años y más del 97.5 %. La población según nivel de escolaridad para 15 años y más, de acuerdo con los resultados que arrojó el Censo de Población y Vivienda que realizó en el año 2020 fueron: Sin escolaridad 2.5 %; Básica 49.1 %; Media superior 28.5 %; Superior 19.5 % y No especificado 0.4 %.

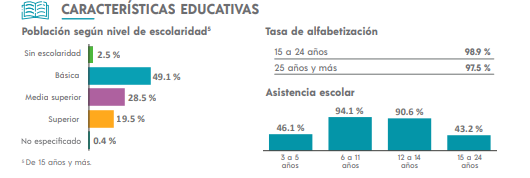
Características educativas

## Personas destacadas
- Cornelio Reyna (1940-1997) Cantante, compositor y actor, autor de varios éxitos, entre ellos 'Me Caí De La Nube'. Fue la primera voz del grupo Los Relámpagos del Norte junto a Ramón Ayala. Se le considera originario de la ciudad de Reynosa Tamaulipas por su gran cariño que le tuvo a la ciudad y a que su carrera creció ahí.
- Jaime García Lanzador mexicano de béisbol profesional que juega para los Toronto Blue Jays de las Grandes Ligas. Anteriormente jugó con los St. Louis Cardinals, Atlanta Braves, Minnesota Twins y New York Yankees.
- Laura Flores Actriz, cantante y conductora de televisión mexicana.
- Artemio Guerra Garza Pintor y escultor mexicano (1946-)
- Christian Chávez Actor y cantante mexicano. Conocido internacionalmente por interpretar a Juan Méndez López en Rebelde y como miembro de la exitosa banda mexicana RBD que salió de la novela anteriormente mencionada.
- Arturo Alfonso González Futbolista que juega como Mediocampista, su equipo es el Pachuca Club de Futbol de la Primera División de México, futbolista campeón del mundo Sub-17 en 2011.
- Mónica Garza Periodista y conductora de televisión mexicana. Presentadora de diferentes programas periodísticos como En medio del espectáculo, Historias Engarzadas y Campañeando, entre otros más.

## Política

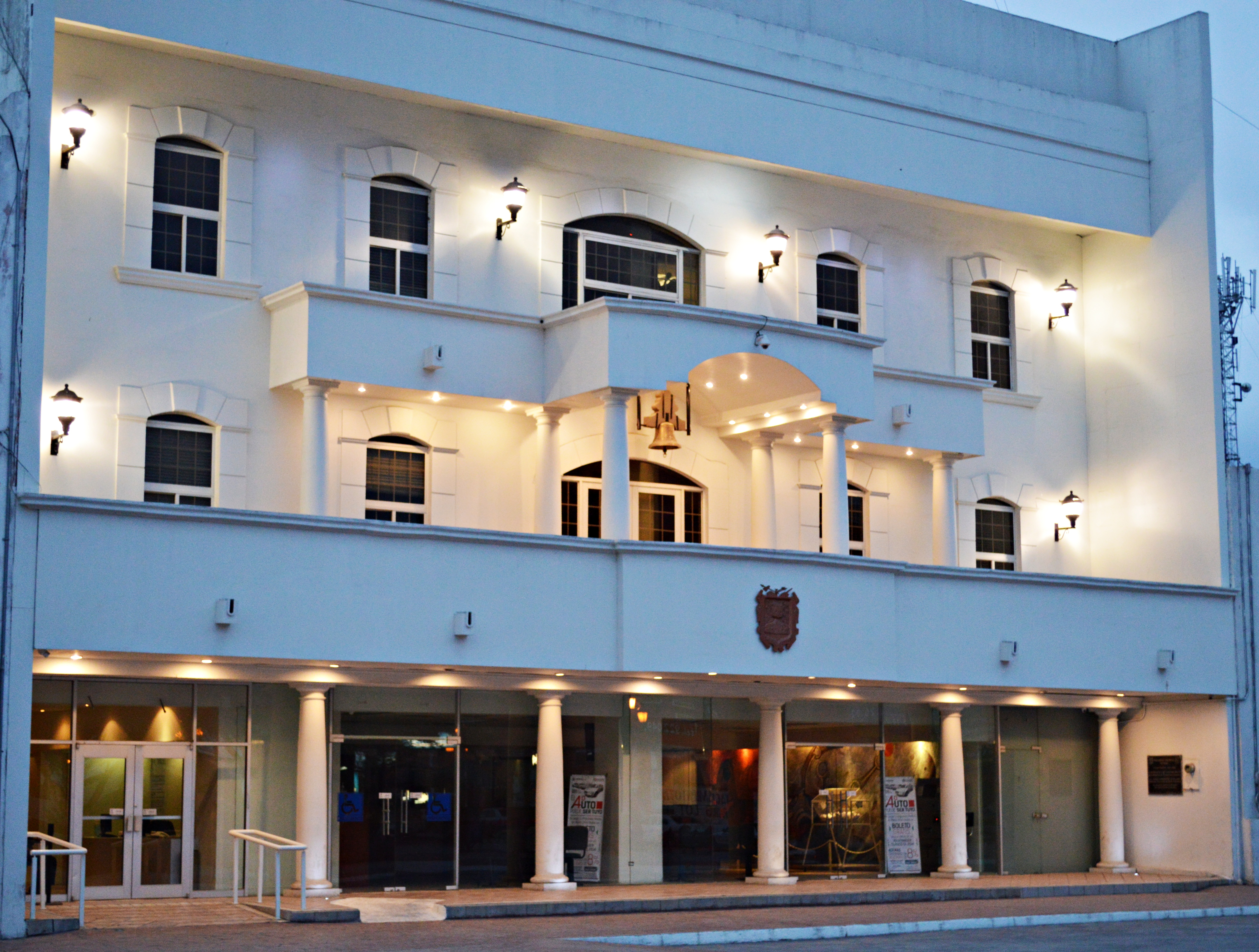
Palacio Municipal

El gobierno del municipio es ejercido por el Ayuntamiento, que es electo por voto universal, directo y secreto para un periodo de tres años que no pueden ser reelegidos para el periodo inmediato pero si de forma no continua, el ayuntamiento lo conforman el presidente municipal, dos síndicos y el cabildo formado por veintiún regidores; todos entran a ejercer su cargo el día 1 de octubre del año siguiente al que se llevó a cabo su elección.

### Representación legislativa
Para la elección de diputados locales al Congreso de Tamaulipas y de diputados federales a la Cámara de Diputados de México el municipio de Reynosa se encuentra integrado en los siguientes distritos electorales:
Local:
- V Distrito Electoral Local de Tamaulipas con cabecera en Reynosa.
- VI Distrito Electoral Local de Tamaulipas con cabecera en Reynosa.
- VII Distrito Electoral Local de Tamaulipas con cabecera en Reynosa.

Federal:
- II Distrito Electoral Federal de Tamaulipas con cabecera en Reynosa.
- III Distrito Electoral Federal de Tamaulipas con cabecera en Río Bravo.

### Presidentes municipales
| Partido político | Nombre                                 | Periodo                                |
| ---------------- | -------------------------------------- | -------------------------------------- |
|                  | José Cruz Contreras                    | 1958 - 1960                            |
|                  | Fidel Treviño Gonzales                 | 1961 - 1962                            |
|                  | Manuel Tarrega Guevara                 | 1963 - 1965                            |
|                  | Rodolfo Garza Cantú                    | 1966 - 1968                            |
|                  | Rafael Sierra de la Garza              | 1969 1971                              |
|                  | Manuel Garza González                  | 1972 - 1974                            |
|                  | Romeo Flores Salinas                   | 1975 - 1977                            |
|                  | Ernesto Gómez Lira                     | 1978 - 1980                            |
|                  | Efraín Martínez Rendón                 | 1981 - 1983                            |
|                  | Miguel Valdés Revilla                  | 1984-1986                              |
|                  | Ernesto Gómez Lira                     | 1987 - 1989                            |
|                  | Ramón Pérez García                     | 1990 - 1992                            |
|                  | Rigoberto Armando Garza Cantú          | 1993 - 1995                            |
|                  | Oscar Luebbert Gutiérrez               | 1996-1998                              |
|                  | Luis Gerardo Higareda Adam             | 1999                                   |
|                  | Humberto Valdez Richaud                | 1999-2001                              |
|                  | Ernesto Homar Cantú Resendez           | 2001                                   |
|                  | Serapio Cantú Barragán                 | 2002 - 2004                            |
|                  | Francisco García Cabeza de Vaca        | 2005 - 2007                            |
|                  | Miguel Ángel Villarreal Ongay          | 2007                                   |
|                  | Oscar Luebbert Gutiérrez               | 2008 - 2010                            |
|                  | Everardo Villarreal Salinas            | 2011 - 2013                            |
|                  | José Elías Leal                        | 2013 - 2016                            |
|                  | Maki Esther Ortiz Domínguez            | 2016 - 2018                            |
|                  | José Alfonso Peña Rodríguez            | 26 de mayo al 30 de septiembre de 2018 |
|                  | Maki Esther Ortiz Domínguez            | 2018 - 2021                            |
|                  | Carlos Víctor Peña Ortiz               | 2021 - 2022                            |
|                  | José Alfonso Peña Rodríguez (interino) | 24 de mayo al 27 de junio de 2022      |
|                  | Carlos Víctor Peña Ortiz               | 2022-2024                              |